# Ведмідь (казка)
«Ведмідь» — казка, записана Ендрю Ленгом у «Сірій казковій книзі».
За класифікацією Аарне — Томпсона це казка типу 510B («неприродне кохання»). Інші казки цього типу: «Ситникова Шапочка», «Котяча Шкіра», «Різношерстка», «Король, який хотів одружитися зі своєю донькою», «Осляча Шкура», «Маленька Котяча Шкурка», «Моховик», «Принцеса, що носила сукню з кролячої шкурки», «Ведмедиця» або легенда про святу Дімфну.

## Сюжет
Один король так любив свою доньку, що тримав її в своїх покоях, боячись, що з нею щось станеться. Вона поскаржилася своїй годувальниці, яка, як виявилося, була відьмою. Вона веліла їй попросити в короля тачку та ведмежу шкуру. Король виконав її прохання. Годувальниця зачарувала шкуру, і коли принцеса її вдягла, вона змінила її зовнішність. Коли дівчина сіла на тачку, вона повезла її туди, куди хотіла — до лісу.
Принц під час полювання натрапив на неї. Почувши, як вона заговорила, він був так вражений, що запросив її до свого дому. Вона погодилася і поїхала на своїй тачці. Його мати здивувалася ще більше, коли побачила, що ведмедиця виконує хатню роботу так само вправно, як служниця. Одного разу принц мав їхати на бал, який давав сусідній принц. Ведмедиця хотіла піти, але він її зупинив. Коли він пішов, ведмедиця попросила у матері дозволу піти просто подивитися. Вона пішла до своєї тачки і за допомогою палички перетворила свою ведмежу шкуру на бальну сукню з місячних променів. На балу в неї закохався принц, але вона втекла, щоб вчасно повернутися і сховатися. Принцеса зраділа, коли він розповів про неї матері, бо вона його обдурила, і сміялася під столом. На другий бал вона пішла в сукні сонячного кольору, і його спроби простежити за її каретою не увінчалися успіхом.
На третій бал принцу вдалося одягнути їй каблучку на палець. Повернувшись додому, він заявив, що буде шукати її. Спочатку він хотів з’їсти суп і наказав, щоб ведмедиця не мала до цього стосунку, бо кожен раз, коли він згадував про своє кохання, ведмедиця бурмотіла і сміялася. Ведмедиця поклала каблучку в суп. Принц попросив її зняти шкуру, і вона стала прекрасною молодою жінкою. Вона розповіла принцу та його матері, як батько тримав її у в'язниці, і принц одружився з нею.

## Коментар
Це незвичайний варіант цієї казки, оскільки зазвичай героїня тікає від загрози примусового шлюбу з власним батьком, як у казках «Різношерстка», «Ведмедиця», «Осляча Шкура» та «Король, який хотів одружитися зі своєю донькою», в легенді про святу Дімфну. Інші казки, де героїня має інший мотив, включають «Котяча Шкіра», де вона втікає від шлюбу з першим чоловіком, «Ситникова Шапочка», де її батько витлумачив її слова так, що вона не любить його, і «Дитина, яка народилася з яйця», чий (очевидний) батько був полонений іншою армією.